# وزغ النهار غبار الذهب
وزغ النهار غبار الذهب أو فلسومية عريضة الذيل (الاسم العلمي: Phelsuma laticauda)، هو نوع نهاري من أبو بريص. يعيش في شمال مدغشقر، وفي جزر القمر؛ أُدخل أيضًا إلى هاواي وجزر المحيط الهادئ الأخرى. عادًة ما يُرى في المنازل والأشجار. يتغذى أوزغ النهار غبار الذهب على الحشرات والرحيق. وهو التميمة لشركة GEICO Insurance، وأيضًا الشخصية الرئيسية في سلسلة ألعاب الفيديو، Gex.
هناك نويع واحد معترف به: Phelsuma laticauda angularis.